# فضه
فضه نوبیه خدمتگزار فاطمه زهرا دختر پیامبر اسلام بود و شهرتش  به خاطر نقل روایاتی  منتسب به فاطمه زهرا است.
طبق بعضی از نقل ها او دختر یکی از پادشاهان هند (یا سودان) بود که در یکی از جنگ‌ها به اسارت درآمد و به عنوان کنیز به حبشه فرستاده شد. نجاشی (پادشاه حبشه) هنگام بازگشتِ جعفر طیار از هجرت حبشه، هدایای بسیاری و فضه را به همراه وی برای پیامبر اسلام به مدینه گسیل داشت و پیامبر اسلام نیز او را نزد دخترش فرستاد. گفته‌اند او موفق به حفظ قرآن شد و سالها پس از فاطمه جز آیات قرآن حرف دیگری بر زبانش جاری نشد و با مردم نیز به وسیله آیات قرآن سخن ‌گفت.
نوشته اند که او در واقعه کربلا حضور داشت و سال های آخر عمرش  را در شهر دمشق سپری کرد. "شهره" نام نوه اوست که بانویی صاحب کرامت بوده است.
فضه در زبان عربی به معنی نقره است.
امروزه آرامگاهی منسوب به وی در قبرستان باب الصغیر مورد توجه زائران است.